# جعفرآباد (بستک)
 جعفرآباد  یا الجعفریه یا مُوهِ مُهمَد (نخل محمد) منطقه‌ای زراعتی از توابع بخش کوخرد شهرستان بستک در غرب استان هرمزگان در جنوب ایران واقع شده‌است. (جعفرآباد شهرستان بستک) روستای کشاورزی کوچکی است، این روستای کشاورزی در بادیه جنوبی کوخرد و در کرانهٔ رودخانه مهران واقع شده‌است.
این منطقه در ۳ یا ۴ کیلومتری جنوب کوخرد واقع است.

## محدوده جعفرآباد
از شمال رودخانه مهران، از جنوب درواه چان و سد جابر و کوه زیر، از مغرب (نخل شیخیا)، و از سمت مشرق به (کل کادی) محدود می‌گردد.

## بنیادگذار
بنیادگذار این روستای کشاورزی (حاجی جعفر گَپ) سردودمان قبیله آل جعفر است بنا براین منطقه، جعفرآباد نامگذاری شده‌است. او بنیادگذار سد بز در باغ زرد نیز هست.
مزارع نخل خرما و خانه‌های حاج محمد جعفر در آنجا وجود دارند. درواه چان که در مُوهِ مُهمَد است دروائی است بسیار بزرگ، نخلهای کهن‌سالی در این درواه (دره) وجود دارد که سر بفلک کشیده‌است که صدها سال از عمر آن‌ها می‌گذرد.
در آنجا باغ‌ها، ونخلستان‌های گسترده درخت خرما و خانه‌های تابستانهٔ مردم بومی کوخرد، آب انبار (برکه)، مسجد (نمازگاه)، چاه‌های آب شیرین، خانه‌های مسکونی، آثارهای از دوران گذشته و سد‌های آب (چَری) که از سنگ و ساروج ساخته شده‌است برجای مانده‌است. جایی بسیار آباد وپررونق است.

## آثار
در جعفرآباد خمرهایی بسیار قدیمی وجود دارد که در زمین بخاک کرده‌اند که آب باران در آن‌ها جمع‌آوری شود برای آشامیدنی در وقت کمبود آب. این خمرها حاجی جعفر گَپ در خاک قرار داده‌است.
آثار خانه‌های اجداد آل جعفر در آنجا باقی مانده‌است که
از گل و سنگ و تنه درخت خرما و پِش (برگ نخل) ساخته شده‌اند.
همچنین کپر و سجم، کپر برای نشستن در سایه آن و سجم برای خوابیدن
روی آن استفاده می‌کردند.
- حاجی محمد جعفر در وصف جعفرآباد

یا (الجعفریه) در این ابیات چنین بیان می‌کنند:
| الَجَعفَریَةَ تَساَلَمَ صَیفُهَا وَشِتاَؤُهاَ |  | فَلجسِمُ بَینَهُماَ یَصُحُ وَ یَسلِمُ  |
| وُصِفَت مَشَارِبُهاَ وَراَقُ هَواؤُهاَ     |  | وَالتّذَ بَردَ نَسِیمُهاَ اَلُمَتنَسِمُ |

این ابیات زیبا آب و هوای جعفرآباد را توصیف می‌کند هوای زمستان و تابستان و نسیم لطیف بهاری و پائیز را، وراحت بودن اجسام در این منطقه که غنی بود از درخت خرما و باران موسمی که به قول کهن سالان در روزهای تابستانی هر روز عصر باران می‌بارید و مردم از فیض الهی و از رحمت ربانی بهره‌مند بودند در آن دوران.
منطقهٔ جعفرآباد در بادیه کوخرد واقع است. در (پشتخه) جعفرآباد و بندهای (موه مهمد) «نخل مُهمَد» درختان بزرگی مانند کُنار و کُورِ و سُمر وجود دارد، در زمان قدیم ساکنین آنجا از سایه این درختها برای سایبان گوسفندهاشان استفاده می‌کردند.
- نخل مُهمَد

| بهار آمد بهار آمد خوش آمد    |  | صدای بلبلان دلکش آمد       |
| تمام دشتها رنگین و سر سبز    |  | نظر هرسو کنی دل را خوش آمد |
| زباصیر تا رسی تنب جلالی      |  | شبنبو با قبای زرکش آمد     |
| به یاد چشمه‌های سینه کوه      |  | زبس آب زلالش سرخوش آمد     |
| مرا بایاد ایام جوانی         |  | بسر سودای «نخل مُهمَد» آمد   |
| تو قدر گُل بدان ای مرد هوشیار |  | بهاری دلگشا و دل کش آمد    |

## فهرست منابع و مآخذ
- محمدیان، کوخردی، محمد، “ «به یاد کوخرد» “، ج۲. چاپ اول، دبی: سال انتشار ۲۰۰۳ میلادی.
- نگاره‌ها از: محمد محمدیان.
- محمدیان، کوخردی، محمد،  (شهرستان بستک و بخش کوخرد) ، ج۱. چاپ اول، دبی: سال انتشار ۲۰۰۵ میلادی.
- الکوخردی، محمد، بن یوسف، (کُوخِرد حَاضِرَة اِسلامِیةَ عَلی ضِفافِ نَهر مِهران Kookherd, an Islamic District on the bank of Mehran River) الطبعة الثالثة، دبی: سنة ۱۹۹۷ للمیلاد.
- مهندس:، حاتم، محمد، غریب“ «تَاریخْ عَرَب الّهْولَة Huwala Arab History» “، دولة الکویت، ج۱. چاپ سوم، القاهرة، مصر، دار الأمین للطباعة والنشر والتوزیع، ۸ شارع أبوالمعالی، سال انتشار ۱۹۹۷ میلادی، Engineer: Mohammed gharhb Hatem , third edition: Egypt (Cairo),1997 & 2013